# Peleas de Abajo
Peleas de Abajo is een gemeente in de Spaanse provincie Zamora in de regio Castilië en León met een oppervlakte van 12,01 km². Peleas de Abajo telt 259 inwoners (1 januari 2016).

## Demografische ontwikkeling
Bron: INE, 1857-2011: volkstellingen